# مربای پرتقال
مربای پرتقال (کره‌ای: 오렌지 마말레이드; لاتین‌نویسی اصلاح‌شده: Orenji Mamalleideu) یک مجموعه تلویزیونی محصول کره جنوبی سال ۲۰۱۵ برپایهٔ وب‌تونی با همین نام است که از سال ۲۰۱۱ تا ۲۰۱۳ به صورت سریالی‌شده در ناور وب‌تون منتشر شد. یو جین گو، کیم سول هیون، لی جونگ هیون و گیل اون هه در آن به ایفای نقش پرداختند. مربای پرتقال از ۱۵ مه تا ۲۴ ژوئیه ۲۰۱۵، روزهای جمعه و شنبه ساعت ۲۲:۳۵ (کی‌اس‌تی) برای ۱۲ قسمت از کی‌بی‌اس۲ روی آنتن رفت.

## بازیگران

### اصلی
- یو جین گو در نقش جونگ جه مین
  - سونگ یی-جون در نقش جوانی جه مین
- کیم سول هیون در نقش بک ما ری
- لی جونگ هیون در نقش هان شی هو
- گیل اون هه در نقش جو آه را